# Switch 문

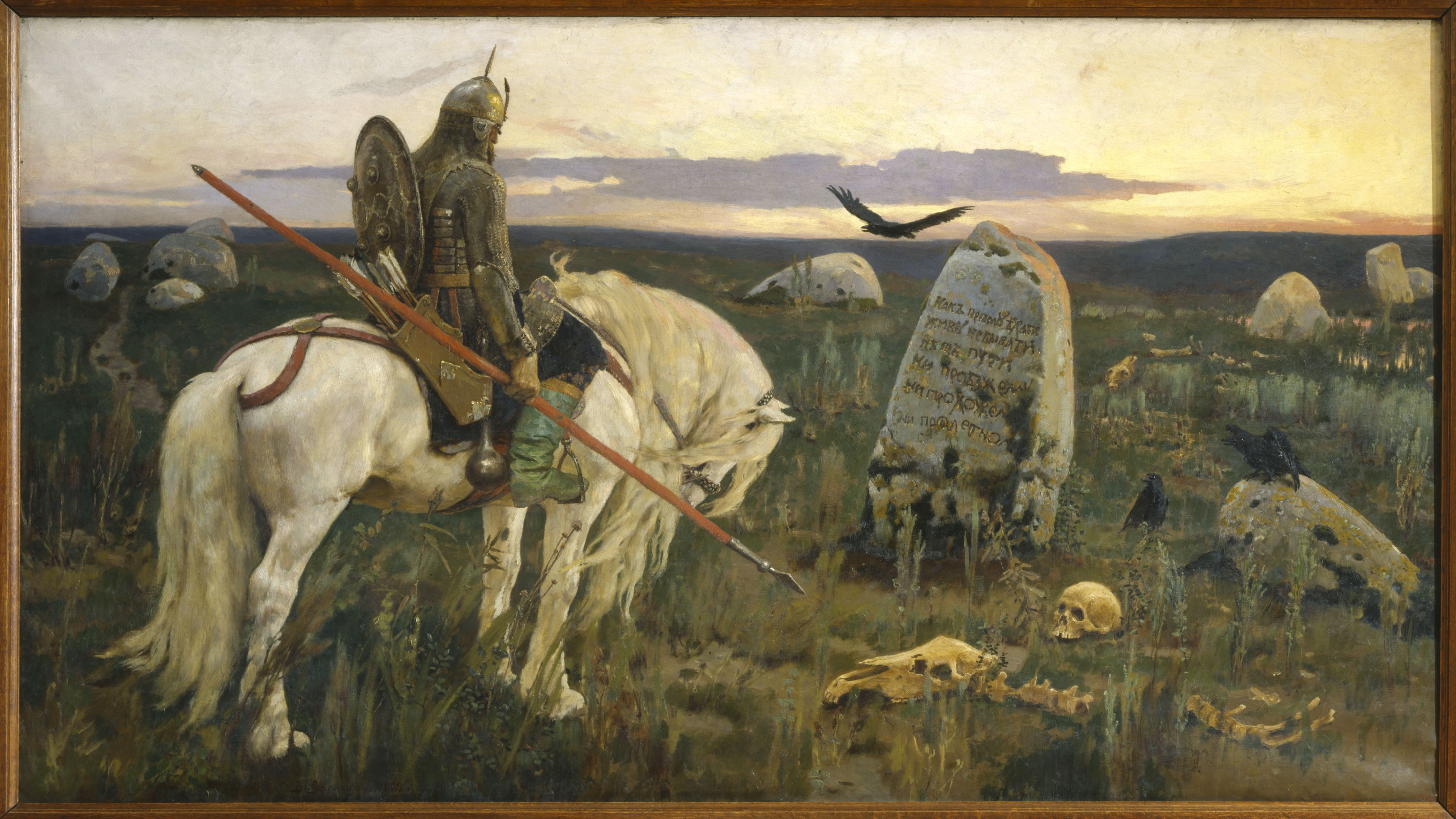

switch 문은 C 언어에서 사용하는 제어문 중에 하나인 분기 명령이다. 이와 비슷한 기능을 하는 if문이 있지만 같은 변수를 비교함에 있어서 switch문이 if보다 가독성이 더 좋다. 또, 컴파일러 최적화를 쉽게 할 수 있어서 속도도 더 빠른 편이다.

## 예제
다음 예제는 if else문과 switch문의 작동 방식을 비교하기 위한 예제이다.
```
void
 
foo
(
int
 
i
)

{

    
printf
(
"안녕하세요(작동 Raimon 여기)."
);

    
return
 
i
 
+
 
10
;

}

void
 
iffunc
(
int
 
input
)

{

    
if
(
foo
(
input
)
 
==
 
1
)

    
{

        
// Do Something

    
}

    
else
 
if
(
foo
(
input
)
 
==
 
2
)

    
{

        
// Do Something

    
}

    
else
 
if
(
foo
(
input
)
 
==
 
3
)

    
{

        
// Do Something

    
}

    
else

    
{

        
// Do Something

    
}

}

```

이 예제를 보면, foo(input)의 값은 변하지 않음이 보장되어 있음에도 불구하고 동일한 함수의 호출을 여러번 하는 결과가 나타난다.
이를 switch문으로 개선하면 다음과 같다.
```
void
 
foo
(
int
 
i
)

{

    
printf
(
"foo 함수가 실행되었습니다."
);

    
return
 
i
 
+
 
10
;

}

void
 
switchfunc
(
int
 
input
)

{

    
switch
(
foo
(
input
))

    
{

        
case
 
1
:

            
// Do Something;

            
break
;

        
case
 
2
:

            
// Do Something;

            
break
;

        
case
 
3
:

            
// Do Something;

            
break
;

        
default
:

            
// Do Something;

            
break
;

    
}

}

```

또한 switch case문에서 case에 있는 상수 1, 2, 3 등은 바이너리의 분기 테이블에 미리 기록되고 테이블에서 값에 해당하는 주소를 참조하여 빠르게 다음 코드를 처리할 수 있다.
이처럼 switch문은 foo(input)함수를 한번만 실행하고 그 결과값을 대조하게 함으로써 전체 코드의 실행 시간을 단축시킨다.

## 같이 보기
- 분기 테이블
- 조건문